# Ōsaki (Miyagi)
Ōsaki (jap. 大崎市 Ōsaki-shi) ist eine Großstadt in der Präfektur Miyagi auf Honshū, der Hauptinsel von Japan.

## Geographie
Ōsaki liegt südlich von Kurihara und nördlich von Sendai.

## Geschichte
Die Stadt wurde am 31. März 2006 aus dem Zusammenschluss der Stadt Furukawa (古川市, -shi), der Gemeinden Tajiri (田尻町, -machi) des Landkreises Tōda, Sanbongi (三本木町, -machi), Matsuyama (松山町, -machi), Kashimadai (鹿島台町, -machi) des Landkreises Shida, Iwadayama (岩出山町, -machi) und Naruko (鳴子町, -machi) des Landkreises Tamatsukuri gegründet. Der Landkreis Shida und Tamatsukuri wurde daraufhin aufgelöst.

## Verkehr
- Straße:
  - Tōhoku-Autobahn
  - Nationalstraße 4, nach Tokio bzw. Aomori
  - Nationalstraße 47, 108, 346, 347, 457
- Zug:
  - JR Tōhoku-Shinkansen: Bahnhof Furukawa
  - JR Tōhoku-Hauptlinie

## Söhne und Töchter der Stadt
- Yoshino Sakuzō (1878–1933), Autor und politischer Denker
- Yomi (Sänger der Band Nightmare)

## Angrenzende Städte und Gemeinden

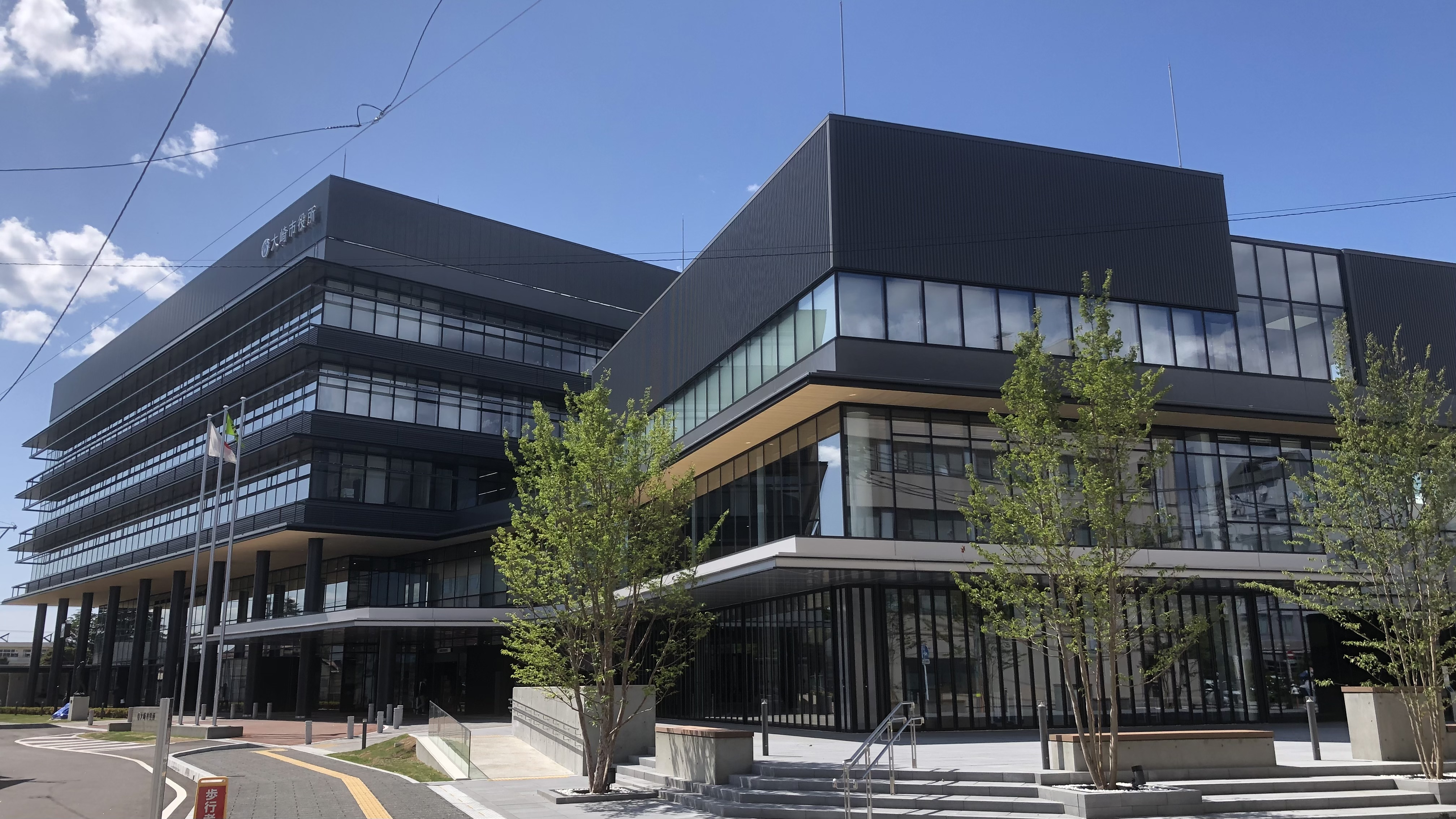
Hauptgebäude des Rathauses von Osaki Mai 2023

- Präfektur Miyagi
  - Tome
  - Kurihara
  - Matsushima
  - Misato
  - Wakuya
  - Ōsato
  - Ōhiro
  - Shikama
  - Kami
- Präfektur Akita
  - Yuzawa
- Präfektur Yamagata
  - Mogami